# Albán Vermes
Albán Vermes (n. 19 iunie 1957, Eger, Heves, Ungaria – d. 3 februarie 2021) a fost un înotător ce a reprezentat Ungaria, medaliat olimpic. A participat la o ediție a Jocurilor Olimpice (1980) în care a câștigat o medalie de argint.